# Geislohe (Haundorf)
Geislohe ist ein Gemeindeteil der Gemeinde Haundorf im Landkreis Weißenburg-Gunzenhausen (Mittelfranken, Bayern). Geislohe liegt in der Gemarkung Gräfensteinberg.
Der Weiler liegt im Fränkischen Seenland, ca. 1,5 km westlich von Gräfensteinberg und 4 km nördlich der Stadt Gunzenhausen. Östlich führt die Bundesstraße 466 vorbei, 300 m im Westen befindet sich eine Kläranlage. Dort entspringt auch der Geislohergraben, der 1 km weiter westlich in den Schnackenweiher mündet.
Bis zur Gemeindegebietsreform in Bayern, die am 1. Juli 1972 in Kraft trat, war Geislohe ein Gemeindeteil der Gemeinde Gräfensteinberg im ehemaligen Landkreis Gunzenhausen.